# Erez Edelstein
Erez Edelstein (en hébreu : ארז אדלשטיין), né le 23 août 1961, est un entraîneur israélien de basket-ball.